# Mel Bush
Melanie "Mel" Bush — postać fikcyjna związana z brytyjskim serialem science-fiction pt. Doktor Who, w którą wcieliła się Bonnie Langford. Mel była towarzyszką szóstego i siódmego Doktora, głównej postaci serialu. Postać ta pojawiała się regularnie od 1986 do 1987. Łącznie wystąpiła w 20 odcinkach, składających się na 6 historii.
Z okazji 30-lecia istnienia serialu, Mel pojawia się w telewizyjnej produkcji pt. Dimensions in Time z 1993 roku. Ponadto pojawia się także w ponad 15 słuchowiskach, 10 książkach, ponad 20 opowiadaniach oraz 3 komiksach.

## Historia postaci
Mel po raz pierwszy pojawia się w przygodzie Terror of the Vervoids. Okazuje się, że Mel jeszcze przed pierwszym pojawieniem się w serialu, podróżowała już wcześniej z Doktorem. 
Mel jest obecna (ale nieprzytomna) podczas regeneracji szóstego Doktora na siódmego. Podczas swojej podróży z Doktorem odwiedza m.in. planetę Lakertya, Ziemię w 1959 czy planetę Svartos. Mel postanawia odejść od Doktora, zostawiając go tym samym z nową towarzyszką, Ace, w historii Dragonfire, kiedy to zaczyna podróżować wraz z Sabalomem Glitzem na pokładzie statku Nosferatu II. 

### Inne występy
Mel pojawia się także w specjalnej mini-historii na 30-lecie istnienia serialu Dimensions in Time z 1993 roku, gdzie m.in. rozmawia z trzecim Doktorem.

## Występy

### Telewizyjne

#### Doktor Who
| Historia                                          | Data premiery       | Data premiery        | Źródło        |
| Historia                                          | Pierwszy odcinek    | Ostatni odcinek      | Źródło        |
| Sezon 23                                          | Sezon 23            | Sezon 23             | Sezon 23      |
| ------------------------------------------------- | ------------------- | -------------------- | ------------- |
| The Trial of a Time Lord (Terror of the Vervoids) | 1 listopada 1986    | 22 listopada 1986    | [ 8 ] [ 2 ]   |
| The Trial of a Time Lord (The Ultimate Foe)       | 29 listopada 1986   | 6 grudnia 1986       | [ 9 ] [ 10 ]  |
| Sezon 24                                          |                     |                      |               |
| Time and the Rani                                 | 7 września 1987     | 28 września 1987     | [ 11 ] [ 3 ]  |
| Paradise Towers                                   | 5 października 1987 | 26 października 1987 | [ 12 ] [ 13 ] |
| Delta and the Bannermen                           | 2 listopada 1987    | 16 listopada 1987    | [ 14 ] [ 4 ]  |
| Dragonfire                                        | 23 listopada 1987   | 7 grudnia 1987       | [ 15 ] [ 5 ]  |

#### Inne
| Historia           | Data premiery        | Źródło      |
| ------------------ | -------------------- | ----------- |
| Dimensions in Time | 26–27 listopada 1993 | [ 7 ] [ 6 ] |

### Audio
- The One Doctor
- The Juggernauts
- Catch-1782
- Thicker than Water
- The Wishing Beast & The Vanity Box
- The Wrong Doctors
- Spaceport Fear
- The Seeds of War
- Unregenerate!
- Bang-Bang-a-Boom!
- Flip-Flop
- Red
- The Fires of Vulcan
- He Jests at Scars...

### Książki
Virgin New Adventures
- Head Games (Steve Lyons)
- Just War (Lance Parkin)

Virgin Missing Adventures
- Millennial Rites (Craig Hinton)

Past Doctor Adventures
- Business Unusual (Gary Russell)
- The Quantum Archangel (Craig Hinton)
- Instruments of Darkness (Gary Russell)
- Heritage (Dale Smith)
- Spiral Scratch (Gary Russell)

### Komiksy
- Plastic Millennium (Gareth Roberts i Martin Geraghty; 1994)